# COVID-19-Pandemie in Nordmazedonien
Die COVID-19-Pandemie in Nordmazedonien tritt als regionales Teilgeschehen des weltweiten Ausbruchs der Atemwegserkrankung COVID-19 auf und beruht auf Infektionen mit dem Ende 2019 neu aufgetretenen Virus SARS-CoV-2 aus der Familie der Coronaviren. Die COVID-19-Pandemie breitet sich seit Dezember 2019 von China ausgehend aus. Ab dem 11. März 2020 stufte die Weltgesundheitsorganisation (WHO) das Ausbruchsgeschehen des neuartigen Coronavirus als Pandemie ein.

## Verlauf

### 2020
Am 26. Februar 2020 wurde der erste COVID-19-Fall in Nordmazedonien bestätigt. Es handelte sich um eine Frau, die aus Italien zurückgekehrt war. Bereits am 20. März 2020, als es erst 85 Fälle gab, wurde das Alter der Infizierten mit 4 bis 87 Jahren angegeben. Die größte Gruppe stellten die über 60-jährigen (19 Personen). 23 Personen wurden in Krankenhäuser eingeliefert, die anderen in Haus-Isolation geschickt. In einem Fall war Beatmung notwendig. Zudem waren unter den 85 Infizierten sechs Personen, die zum medizinischen Personal gehörten. Allein 17 Fälle wurden als „importiert“ eingestuft, wobei in drei Fällen der Kontakt mit Infizierten im Ausland nachgewiesen war. Insgesamt konnte man 486 Kontakte dieser Personen feststellen und stufte daher Debar als Gebiet mit weit verbreiteter Übertragung (WHO-Phase 4) ein, die Hauptstadt Skopje als Gebiet mit lokaler Übertragung (WHO-Phase 3). Für den Rest des Landes sprach man von sporadischen Fällen (WHO-Phase 2). Debar und Centar Župa wurden unter Quarantäne gestellt.
Die für den 12. April 2020 vorgesehene Parlamentswahl wurde verschoben.
Bis zum 12. April 2020 wurden insgesamt 854 Fälle von COVID-19 (41,3/100.000), darunter 38 Tote, gemeldet. Die meisten Infektionsfälle gab es nun in Skopje (316) und Kumanovo (211), also den beiden größten Städten des Landes. In Kumanovo entspricht dies 147,9 Fällen auf 100.000 Einwohner, in Debar wurde dieser Wert mit 176,5 Fällen auf 100.000 Einwohner sogar noch übertroffen. Auch bei den Todesfällen wiesen die beiden größten Städte die höchste Zahl auf: Kumanovo mit zehn und Skopje mit sieben, gefolgt von Struga (6), Tetovo (4) und Prilep (2). Der Anteil der Frauen (455) war deutlich höher als der der Männer (399). Die Altersspanne der positiv getesteten Fälle war auf 0 bis 91 angewachsen. Die größten Gruppen der Infizierten waren die 50 bis 59 Jahre alten Personen (184 Personen; 21,5 %) sowie die über 60-Jährigen (179 Personen; 20,9 %). Unter 20 Jahre alt waren 67 Personen, was 7,8 Prozent entspricht. Die bisher höchste Zahl von Neumeldungen wurde am 4. April mit 72 Fällen registriert. Insgesamt mussten 198 Personen in Krankenhäuser gebracht werden. Die häufigsten Symptome waren auch weiterhin Fieber (63,9 %), Husten (57,8 %), Schwäche (34,2 %). Bei 261 der positiv getesteten Personen (30,6 %) wurden bis dahin keine Symptome festgestellt. Fast ein Viertel aller Infizierten (242 Personen) hat gesundheitliche Vorbelastungen. Der Anteil des medizinischen Personals (здравствени работници, also im Gesundheitswesen Arbeitende) ist weiterhin hoch (121 Fälle). Bisher gelten 44 Personen als geheilt. Unter den 38 Toten waren 25 Personen 60 Jahre oder älter, 29 wiesen sogenannte Komorbiditäten auf. Von den nun 85 importierten Fällen wurde nur ein einziger direkt am Flughafen festgestellt. Bei 505 der 854 Infizierten ist der Kontakt mit einem Infizierten nachgewiesen. Getestet wurden bisher 8552 Proben, es waren also ungefähr 10 % aller Tests mit positivem Covid-19-Befund. Bei staatlichen Tests ist der Anteil deutlich höher als bei sonstigen. So teste die Klinik Жан Митрев in Skopje 2192 Personen, wovon 92 Tests einen positiven Covid-19-Befund aufwiesen. Das ИЈЗ (Институт за јавно здравје; Institut für öffentliche Gesundheit) hatte hingegen 724 positive Covid-19-Befunde bei 5649 Tests.
Nach Debar wurde auch Skopje und Kumanovo in die WHO-Phase 4 (weit verbreitete Übertragung) eingestuft, der Rest des Landes in Phase 3 (lokale Übertragung). Seit dem 18. März gilt der Ausnahmezustand für das ganze Land. Dies bedeutet unter anderem, dass sich die Bevölkerung zwischen 16 und 5 Uhr nicht draußen aufhalten darf, am Wochenende gar nicht. Noch stärker eingeschränkt wurde das Verlassen des Hauses für Personen, die über 67 Jahre alt sind. Diese dürfen sich nur von 10 bis 12 Uhr draußen aufhalten, Personen bis 18 Jahre nur von 13 bis 15 Uhr.
Mitte Mai waren von 1.740 Infizierten 1.251 wieder geheilt und 97 verstorben. Die restlichen 392 Fälle galten als aktiv – davon als akut (Sauerstoffzufuhr, künstliche Beatmung) 32 Fälle. Insgesamt wurden bisher 20.548 Tests durchgeführt.
Nach ersten Lockerungen im Mai 2020 kam es zu einem relativ starken Anstieg der Infektionszahlen. In den bis dahin vergangenen mehr als drei Monaten war der Wert von 70 Neuinfektionen am Tag nur drei Mal (im April 2020) übertroffen worden. Nachdem er nun aber Anfang Juni drei Mal in drei Tagen übertroffen wurde, wurde für zwölf Städte, darunter die Hauptstadt Skopje, eine totale Ausgangssperre verhängt, die am 4. Juni 21 Uhr in Kraft trat und zunächst bis zum 8. Juni 5 Uhr morgens galt. Im Rest des Landes wurde sie auf den täglichen Zeitraum von 16 bis 5 Uhr begrenzt. Zudem wurde der 5. Juni (ein Freitag) zum arbeitsfreien Tag erklärt. Die Zahl der Neuinfektionen stieg in diesem Zeitraum dennoch weit überdurchschnittlich an und übertraf am 4., 5. und 6. Juni 2020 jeweils den bisherigen Spitzenwert von 117 Neuinfektionen vom 11. April 2020. Innerhalb von einer Woche (31. Mai bis 6. Juni 2020) gab es 751 Neuinfizierte und somit deutlich mehr als im gesamten Monat Mai. Am 7. Juni wurde der dreitausendste Infizierte gemeldet. Als aktive Fälle galten 1.226, davon mehr als die Hälfte (658) in Skopje. Bei 27 der 62 neu aufgenommenen Patienten in der Universitätsklinik für Infektionskrankheiten in Skopje (Инфективна клиника Скопје) war zu diesem Zeitpunkt Sauerstoffzufuhr notwendig. Die Zahl der bis dahin durchgeführten Tests betrug 36.325. In Kočani wurden 9 Mitarbeiter von Kindergärten positiv auf Covid-19 getestet.
Im Zusammenhang mit dem neuen Ausbruch Anfang Juni 2020 wurde allein am 7. Juni für über 500 Personen die Isolation angeordnet. Die Polizei begann mit Kontrollgängen zu isolierten Fällen, konnte aber zunächst keine Verstöße feststellen. In über 300 Fällen wurde hingegen fehlender Gesichtsschutz festgestellt, zudem kam es zu mindestens 180 Verhaftungen wegen des Verstoßes gegen die Ausgangssperre.
Mitte November 2020 wies Mazedonien mehr Neuinfektionen pro Woche auf als zuvor in den vier Monaten März bis Juli 2020 zusammen. Die Zahl der Toten lag mit 171 in der 46. Kalenderwoche fast so hoch wie die Summe der ersten drei Monate (Anfang März bis Mitte Juni insgesamt 179 Todesfälle). In der 47. Kalenderwoche überstieg die Zahl der Toten erstmals 200, was bedeutet, dass – rein rechnerisch – allein in dieser Woche jeder zehntausendste der zwei Millionen Mazedonier mit positivem Covid-10-Befund verstarb. Mit 816 Toten auf eine Million Einwohner gehört es in dieser Statistik seit der 48. Kalenderwoche zu den zehn am schwersten betroffenen Ländern der Welt.

### 2021
Bis Ende Januar 2021 verstarben 2.848 Menschen mit positivem Covid-10-Befund, was 136,7 Toten auf 100.000 Einwohner entspricht. Nur in sieben anderen Ländern – sowie Gibraltar – war dieser Wert weltweit höher. Am 24. Februar 2021 wurde der einhundertausendste Infektionsfall gemeldet. Von diesen 100.632 Fällen galten 90.311 als genesen. Die Zahl der Toten übertraf nun 3.000, allerdings hatte sich zwischenzeitlich die Lage in anderen europäischen Staaten verschlimmert, so dass Mazedonien auch in Europa nicht mehr zu den zehn am schwersten betroffenen Staaten und Gebieten in dieser Kategorie zählte. Schwerpunkt der Neuinfektionen waren Skopje und Prilep sowie Kavadarci mit je über 50 neu gemeldeten Fällen an diesem Tag. Die Gesamtzahl der bis dahin durchgeführten Tests betrug 509.720.

#### Impfungen
Impfungen, die in vielen Ländern bereits in Millionenhöhe stattfanden, konnten in Nordmazedonien auch Mitte Februar 2021 noch nicht begonnen werden, da man sich auf COVAX verlassen hatte und auf diesem Weg bis dahin keinen Impfstoff erhalten hatte. Daher gab es seit Ende Januar u. a. Verhandlungen mit Russland. Die Regierung wollte aber zugleich den proeuropäischen Kurs nicht gefährden. Nach der Erkenntnis, dass die Europäische Union vorerst nicht helfen könne, nahm man auf öffentlichen Druck hin erfolgreiche Verhandlungen mit dem chinesischen Impfstoffhersteller Sinopharm Group auf. Die Vereinbarung über eine erste Lieferung von 200.000 Dosen BBIBP-CorV wurde am 8. Februar vom Gesundheitsminister unterschrieben. Erneut wurde dabei betont, dass dies keine geopolitischen Auswirkungen haben werde. Daneben wurden Fälle von sogenanntem „Impftourismus“ in das – durch Russland mit Impfstoff gut versorgte – Serbien berichtet.

## Statistik
Im Jahr 2020 gab es 83.329 positiv getestete Personen, davon 61.447 Genesene und 2.503 Verstorbene (Stand 1. Januar 2021, 10 Uhr). Auf eine Million Einwohner kamen 39.083 Infektionen und 1.165 Tote (Stand 27. Dezember 2020, 10 Uhr). Die Fallzahlen entwickelten sich während der COVID-19-Pandemie in Nordmazedonien wie folgt:

### Infektionen

Bestätigte Infizierte in Nordmazedonien nach Daten der WHO. Oben kumuliert, unten Tageswerte

### Todesfälle

Bestätigte Todesfälle in Nordmazedonien nach Daten der WHO. Oben kumuliert, unten Tageswerte

### Regionale Verteilung
Auf dem Stand vom 15. Mai 2020 meldeten bisher fünf Städte mehr als 100 Fälle von Infizierten:
- Skopje 592 Infizierte, davon 134 noch aktiv
- Kumanovo 413 Infizierte, davon 43 noch aktiv
- Prilep 193 Infizierte, davon 63 noch aktiv
- Tetovo 131 Infizierte, davon 68 noch aktiv
- Veles 113 Infizierte, davon 49 noch aktiv[7]

Auf dem Stand vom 17. Juli 2020 waren es zwölf Städte mit über 100 Fällen von Infizierten:
- Skopje 4141 Infizierte, davon 1837 noch aktiv
- Tetovo 906 Infizierte, davon 295 noch aktiv
- Kumanovo 894 Infizierte, davon 226 noch aktiv
- Štip 510 Infizierte, davon 213 noch aktiv
- Prilep 306 Infizierte, davon 57 noch aktiv
- Struga 348 Infizierte, davon 169 noch aktiv
- Gostivar 272 Infizierte, davon 177 noch aktiv
- Ohrid 229 Infizierte, davon 114 noch aktiv
- Veles 205 Infizierte, davon 30 noch aktiv
- Sveti Nikole 179 Infizierte, davon 164 noch aktiv
- Debar 172 Infizierte, davon 110 noch aktiv
- Resen 140 Infizierte, davon 66 noch aktiv

Damit war sowohl fast die Hälfte aller 8786 Infizierten als auch fast die Hälfte aller 3704 aktiven Fälle des Landes in der Hauptstadt Skopje registriert. Jeweils über fünf Prozent aller bekannten aktiven Fälle befanden sich zudem in den Städten Tetovo (fünftgrößte Stadt des Landes; westlich von Skopje), Kumanovo (zweitgrößte Stadt des Landes; nordöstlich von Skopje) und Štip (sechstgrößte Stadt des Landes; südöstlich von Skopje). Die drittgrößte Stadt des Landes (Bitola; im Süden) meldete bis dahin hingegen nur 85 Fälle, davon 41 aktiv.